# کندی مک‌کینی
کندی مک‌کینی (انگلیسی: Kennedy McKinney؛ زادهٔ ۱۰ ژانویهٔ ۱۹۶۶) بوکسور اهل ایالات متحده آمریکا بود.